# Aklilu Lemma
Pour les articles homonymes, voir Lemma.
 (avril 2019).
Si vous disposez d'ouvrages ou d'articles de référence ou si vous connaissez des sites web de qualité traitant du thème abordé ici, merci de compléter l'article en donnant les références utiles à sa vérifiabilité et en les liant à la section « Notes et références ».
Aklilu Lemma (1934 - 5 avril 1997) est un médecin éthiopien, docteur en pathologie. Il est co-lauréat du Right Livelihood Award, en 1989 pour ses travaux ayant contribué à des avancées scientifiques importantes dans la lutte contre la bilharziose dans le Tiers-Monde. Cette maladie constitue la seconde endémie parasitaire mondiale après le paludisme selon l’OMS.

## Biographie
Aklilu Lemma  obtient un doctorat de pathologie à l'université Johns-Hopkins de Baltimore, États-Unis. Il a au cours de sa carrière en Éthiopie occupé de nombreux postes universitaires notamment en tant que doyen fondateur de la faculté des sciences et directeur de l'institut de pathologie à l'université d'Addis Abeba. À partir de 1976, il travaille avec les Nations unies en tant que ‘’Senior Advisor of Technology of Health and Development’’, et devient directeur adjoint du Centre de développement international pour l’enfance de l’UNICEF à Florence, en Italie, avant d’occuper un poste de professeur en tant qu’intervenant extérieur au département de la médecine internationale à l'université Johns-Hopkins.
Aklilu Lemma est organisateur en chef et vice-président du Comité national pour l'établissement du conseil de recherche scientifique et technique national d'Éthiopie. Il devient conseiller en chef pour la science et la technologie du gouvernement éthiopien dans les années 1960 et mène à la fondation de la commission éthiopienne de la science et de technologie.
Travaillant dans diverses capacités pour le centre de l'ONU pour la science et la technologie pour le développement, il est responsable de la conceptualisation et du développement du système d'alerte de technologie de pointe (ATAS) - un mécanisme international conçu afin de faire bénéficier les pays en voie de développement des nouvelles technologies en les alertant par avance des implications potentielles positives et négatives de nouvelles découvertes.
En 1964, Aklilu Lemme découvre que l’Endod, extrait du végétal Phytolacca dodecandra, le Sapindus agit comme un puissant molluscicide contre les gastéropodes intervenant dans le cycle parasitaire des bilharzies. À la suite de cette découverte, Lemme établit en 1966 l'institut de Pathobiologie de l'université d'Addis Ababa ; il dirige pendant les dix années suivantes une équipe qui mène une recherche systématique sur l'Endod. Il est associé sur ce travail en 1974 par Legesse Wolde-Yohannes.
La bilharziose, ou schistosomiase, est une maladie chronique et débilitante. Elle afflige près de 200 millions de personnes dans 74 pays d'Afrique, d'Asie et d'Amérique latine. Les thérapies actuelles, telles que les molluscicides pour tuer les parasites porteurs de la maladie, sont d’un prix trop élevé lointain pour les communautés qui ont généralement le plus besoin.
La découverte d’Aklilu Lemme permet d’offrir une solution accessible, contrôlable localement afin d’éradiquer une maladie qui constitue la seconde endémie parasitaire mondiale après le paludisme. Les recherches conduites par Lemma ont très tôt démontré le potentiel de l’Endod. Pourtant l’accessibilité aux personnes en ayant besoin s’est révélé être extrêmement lente, et il semble que des problèmes budgétaires liés à des considérations politiques fassent retarder la mise en œuvre de ces projets par la « communauté internationale ».
À l’aide du soutien de Wolde-Yohannes, et de scientifiques et de donateurs de grands laboratoires, l’équipe de Lemma établit un réseau de recherche sur l’Endod impliquant cinq pays africains. L’Endod y est cultivé à des fins expérimentales sur la schistosomiase.
En novembre 1989, Aklilu Lemma et son collaborateur, Legesse Wolde-Yohannes, reçoivent le Prix Nobel Alternatif, pour leurs travaux sur l'Endod et la lutte contre la bilharziose.
En 1992 Aklilu Lemma et ses collègues établissent la Fondation Endod, une association de recherche scientifique éthiopienne, à Addis Abeba afin de centraliser tous les travaux connexes effectués sur ce sujet. Après sa collaboration avec Lemma, l'université de Toledo aux États-Unis obtient un brevet américain pour un molluscicide basé sur l’Endod afin de contrôler le développement des moules zébrées qui envahissent les lacs américains et les dommages importants qu’ils causent dans les approvisionnements en eau.
En 1993, l'OMS a prévu expérimenter l'Endod sur une grande échelle en Afrique à la fois comme détergent et comme moluscicide (contre les escargots).
Des études ultérieures réalisées en Éthiopie par l'équipe de l'Institut de Pathologie ont référencé l'endod comme une plante puissamment molluscicide, tuant tous les vecteurs des schistosomes dans des concentrations semblables à d'autres composants chimiques de propriétés analogues.
Dr Aklilu reçoit également les honneurs du gouvernement éthiopien, l'Agence international de l’Énergie atomique, l'Organisation Mondiale pour la Santé et l'université Johns-Hopkins aux États-Unis.
Il est décoré de la médaille d’or de l’empereur Hailé Sélassie pour ses travaux de recherche scientifique menées en Éthiopie.
Il meurt le 5 avril 1997 à l’âge de 63 ans.

## Citations
« Nous avons trouvé un médicament de pauvres pour une maladie de pauvres ».

## Articles
- An overview of prospects for schistosomiasis control with the use of endod as a molluscicide on a community self-help basis, GOLL P. H. ; LEMMA A. ; DUNCAN J. ; MAZENGIA B. ; Tropenmedizin und Parasitologie, 1983, vol. 34, no3, pp. 177-183, ISSN 0303-4208   [[lire en ligne]
- The Berry and the Parasite, Scientific American Magazine, avril 1996[lire en ligne]